# Otočić Kameni Žakan
Otočić Kameni Žakan är en ö i Kroatien.   Den ligger i länet Šibenik-Knins län, i den södra delen av landet, 240 km söder om huvudstaden Zagreb. Arean är 0,40 kvadratkilometer.
Terrängen på Otočić Kameni Žakan är platt. Den sträcker sig 0,9 kilometer i nord-sydlig riktning, och 0,7 kilometer i öst-västlig riktning.